# 21 juin 1964
Le 21 juin 1964 est le 173e jour de l'année 1964 du calendrier grégorien. Il s'agit d'un dimanche. 

## Météorologie
- La température moyenne est de 28,2 degrés Celsius à New York, aux États-Unis[1].

## Sport
- Dans son pays, l'équipe d'Espagne remporte le Championnat d'Europe de football 1964 en battant l'équipe d'Union soviétique en finale par deux buts à un[2].
- Le Français Jean Guichet et l'Italien Nino Vaccarella remportent les 24 Heures du Mans 1964[3].
- L'athlète italien Sergio Ottolina établit un nouveau record d'Europe du 200 mètres en 20,4 secondes, à Sarrebruck, en Allemagne de l'Ouest[4]. L'Est-Allemand Manfred Preußger bat quant à lui le record d'Europe du saut à la perche, grâce à un saut de 5,02 mètres à Leipzig, en Allemagne de l'Est[5]
- Les derniers matchs du Championnat d'Autriche de football 1963-1964 ont lieu. Le Rapid Vienne est champion d'Autriche[6].
- En baseball, le lanceur américain Jim Bunning réussit un match parfait dans une victoire de 6-0 des Phillies de Philadelphie sur les Mets de New York, à New York[7].

## Naissances
- Patrice Bailly-Salins, biathlète français[8]
- Sammi Davis, actrice britannique[9]
- Mohamed Diop, nageur sénégalais[10]
- Patrick Lowie, écrivain, éditeur et metteur en scène belge[11]
- David Morrissey, acteur et réalisateur britannique[12]
- Josh Pais, acteur et réalisateur américain[13]
- David Ríos Insua, mathématicien espagnol[14]
- Dean Saunders, footballeur gallois[15]
- Doug Savant, acteur américain[16]
- Adrian van Hooydonk, designer automobile néerlandais[17]
- Kari Whitman, actrice américaine[18]

## Décès
- Vincent Burnelli, ingénieur américain[19]
- Andrew Goodman, activiste juif américain des droits civiques[20]
- Gaston Manent, homme politique français[21]
- Jan Mertens, coureur cycliste belge[22]